# Кей, Рейон
Рейон Кей (англ. Reyon Kay; род. 10 декабря 1986 года, Веллингтон, Новая Зеландия) — новозеландский конькобежец, серебряный призёр чемпионата мира по конькобежному спорту на отдельных дистанциях 2017 года, а также пятикратный призёр разных этапов Кубка мира по конькобежному спорту сезона 2015/2016, 2016/2017 и 2017/2018 года. Участник зимних Олимпийских игр 2018 года.

## Биография
Рейон Кей родился в столице Новой Зеландии Веллингтон. С детства занимался спидскейтингом и хоккеем на роликах. Представлял команду Новой Зеландии на чемпионате мира по спидскейтингу 2010 года в колумбийском городе Гуарне, где в забеге на 5000 м он выиграл золотую медаль. Перешёл в конькобежный спорт в 2010 году. В настоящее время профессионально тренируется на базе клуба «Canterbury Alpine Ice Speed Skating Club», Крайстчерч. За его подготовку отвечает новозеландский тренер Калон Доббин (англ. Kalon Dobbin).
Серебряной медалью завершилось выступление Кейя на чемпионате мира по конькобежному спорту на отдельных дистанциях 2017 года, проходившем в южнокорейском городе Каннын. 10 февраля на катке Gangneung Oval во время командной гонки преследования среди мужчин новозеландская команда с результатом 3.41,08 (+0,42) финишировала второй, обогнав соперников из Норвегии (3.41,60 (+0,94) — 3-е место), но уступив первенство голландцам (3.40,66 — 1-е место).
На зимних Олимпийских играх 2018 года Рейон Кей дебютировал в забеге на 1500 м, масс-старте и командной гонке. 13 февраля 2018 года на Олимпийском Овале Каннына в забеге на 1500 м среди мужчин он финишировал с результатом 1:47.81 (+3.80). В итоговом зачёте Кей занял 26-е место. 21 февраля 2018 года на Олимпийском Овале Каннына в командной гонке среди мужчин новозеландская команда финишировала второй в финале В с результатом 3:43.54. Борьбу за бронзовые медали команда Кейя проиграла соперникам из Нидерландов (3:38.40 — 3-е место). В итоговом зачёте новозеландская команда заняла 4-е место. 24 февраля 2018 года на Олимпийском Овале Каннына в масс-старте среди мужчин он закончил борьбу в полуфинальном забеге с результатом 9:17.99. В итоговом зачёте Кей занял 24-е место.